# Galaktyka Bodego
Galaktyka Bodego (znana również jako Messier 81, M81 lub NGC 3031) – galaktyka spiralna, położona w gwiazdozbiorze Wielkiej Niedźwiedzicy, należąca do grupy galaktyk M81. Dzięki bliskości od Ziemi, dużemu rozmiarowi oraz aktywnemu jądru była obszernie badana przez profesjonalnych astronomów. Jasność wynosząca 6,9m czyni ją również popularnym celem amatorskich obserwacji.

## Odkrycie
Odkrył ją 31 grudnia 1774 roku berliński astronom Johann Elert Bode. W sierpniu 1779 niezależnie odkryta przez Pierre’a Méchaina. Została dodana do katalogu Messiera  9 lutego 1781.

## Charakterystyka
Jest odległa od nas o 12 milionów lat świetlnych. Ma wymiary ok. 84 × 46 tys. lat świetlnych. Jest jedną z najjaśniejszych galaktyk spiralnych widocznych na półkuli północnej. Może być obserwowana nawet przez małe teleskopy, a w bardzo sprzyjających warunkach nawet gołym okiem, jako mała, szara mgiełka.
W jądrze znajduje się supermasywna czarna dziura o masie 70 milionów mas Słońca.
M81 znajduje się w odległości jedynie 150 tys. lat świetlnych od innej galaktyki należącej do katalogu Messiera – M82, zwanej też galaktyką Cygaro. W ciągu ostatnich kilkudziesięciu milionów lat miało miejsce spotkanie tych galaktyk. Powstałe siły pływowe spowodowały wzmocnienie fal gęstości i wzrost częstotliwości narodzin nowych gwiazd w okolicach tych fal. Zbliżenie do M82 mogło również wytworzyć długie i proste pasma pyłu widoczne wzdłuż jednej strony jądra galaktyki.
Według badań z 1994 roku M81 zawiera względnie małą ilość ciemnej materii.

## Grupa M81

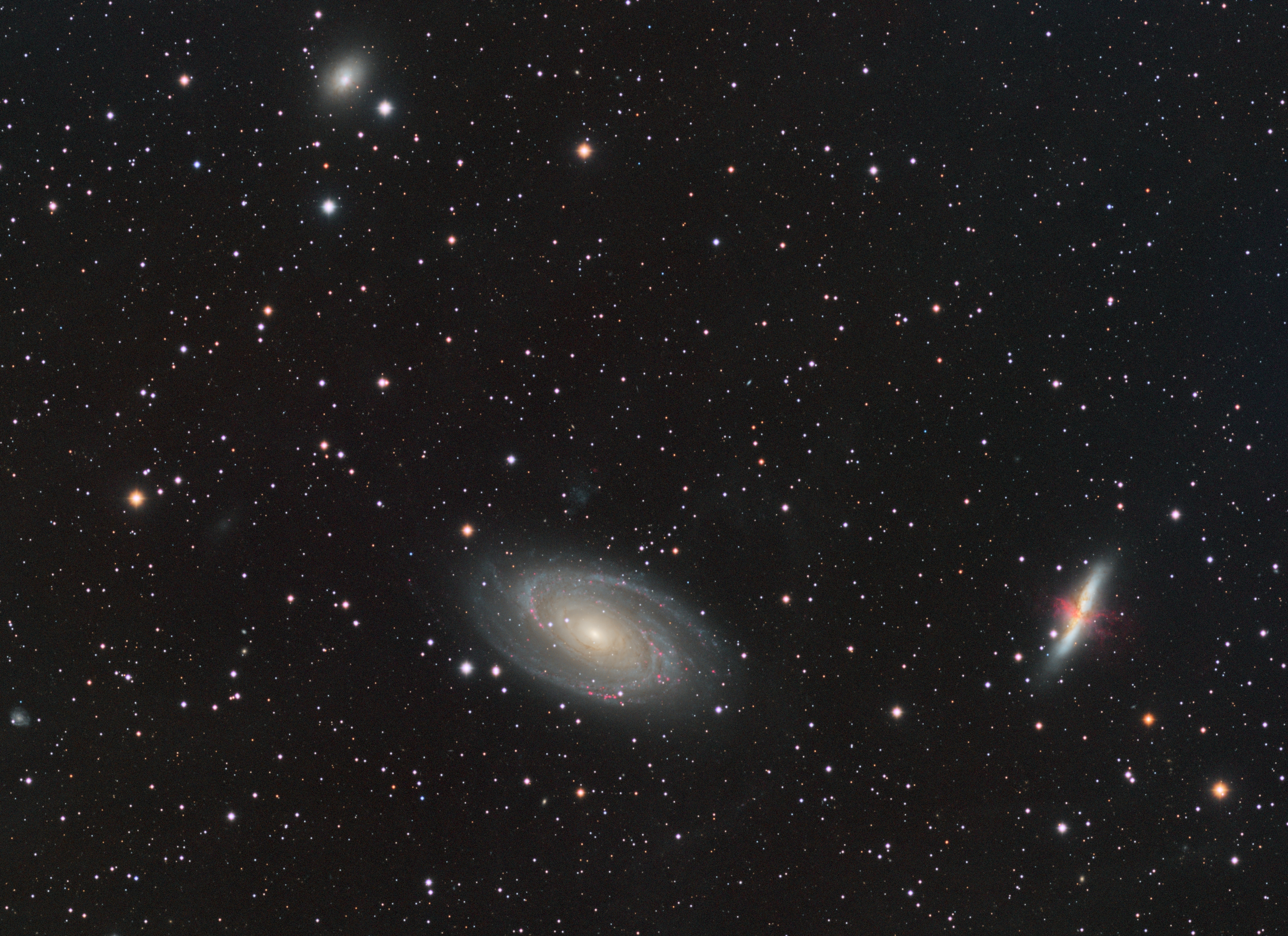
M81 (z lewej) i M82 (z prawej). M82 jest jedną z dwóch galaktyk, na które silnie oddziałuje grawitacja M81. Druga galaktyka, NGC 3077, znajduje się u góry przedstawionego obrazu.

Messier 81 jest największą galaktyką w tzw. grupie M81, czyli grupie 34 galaktyk w konstelacji Wielkiej Niedźwiedzicy. Znajdując się w odległości ok. 11,7 mln lat świetlnych (3,6 Mpc) od Ziemi, grupa M81 jest najbliższym sąsiadem naszej grupy galaktyk w całej Supergromadzie Lokalnej.
Interakcje grawitacyjne pomiędzy M81 i M82 oraz NGC 3077 wyrwały gaz ze wszystkich trzech galaktyk, tworząc w grupie gazowe struktury w kształcie włókien wodoru. Ponadto te interakcje sprawiły, że gaz międzygwiazdowy wpadł do centrów M82 i NGC 3077, prowadząc do intensywnego powstawania gwiazd lub aktywności gwiezdnej w tym rejonie.

## Supernowe
28 marca 1993 astronom amator Francisco Garcia Diaz z Lugo w Hiszpanii odkrył supernową SN 1993J. Osiągnęła ona jasność obserwowaną 10,5m.

## Oznaczenia alternatywne
| - UGC 5318 - [B93] 13 - [BAZ94] 3 - [DML87] 630 - 2E 0951.4+6918 - 2E 2195 - 1ES 0951+69.3 - EXO 0951.3+6917 - HIJASS J0955+69A - ICRF J095533.1+690355 - IERS B0951+693 - IRAS F09514+6918 - IRAS 09514+6918 - K79 28A - KPG 218a - LEDA 28630 - [M98c] 095127.6+691813 | - MCG+12-10-010 - RBS 808 - RORF 0951+693 - RX J095532+69038 - RX J0955.5+6903 - RX J095533.4+690353 - 1RXP J095532.8+690354 - 1RXS J095534.7+690338 - SPB 115 - TC 714 - [VDD93] 99 - [VV2000c] J095533.2+690355 - [VV2003c] J095533.2+690355 - [VV2006] J095533.2+690355 - [VV98c] J095533.2+690355 - Z 333 – 7 - Z 0951.4+6918 |